# Río Tuo
El río Tuo (en chino, 沱江; pinyin, Túo Jiāng), es un río de China que discurre por la provincia de Sichuan, uno de los principales afluentes del río Yangtsé (Cháng Jiāng) en su curso alto, que le aborda por la margen izquierda en la ciudad de Luzhou. Tiene una longitud de 655 km y drena una cuenca de 27 500 km², similar a países como Albania, Haití o Guinea Ecuatorial.
El río Tuo nace en el extremo noroeste de la cuenca de Sichuan, en las montañas  Longmen, y corre a través de Jintang,  Jianyang, Ziyang, Zizhong y Neijiang. 

## Referencias

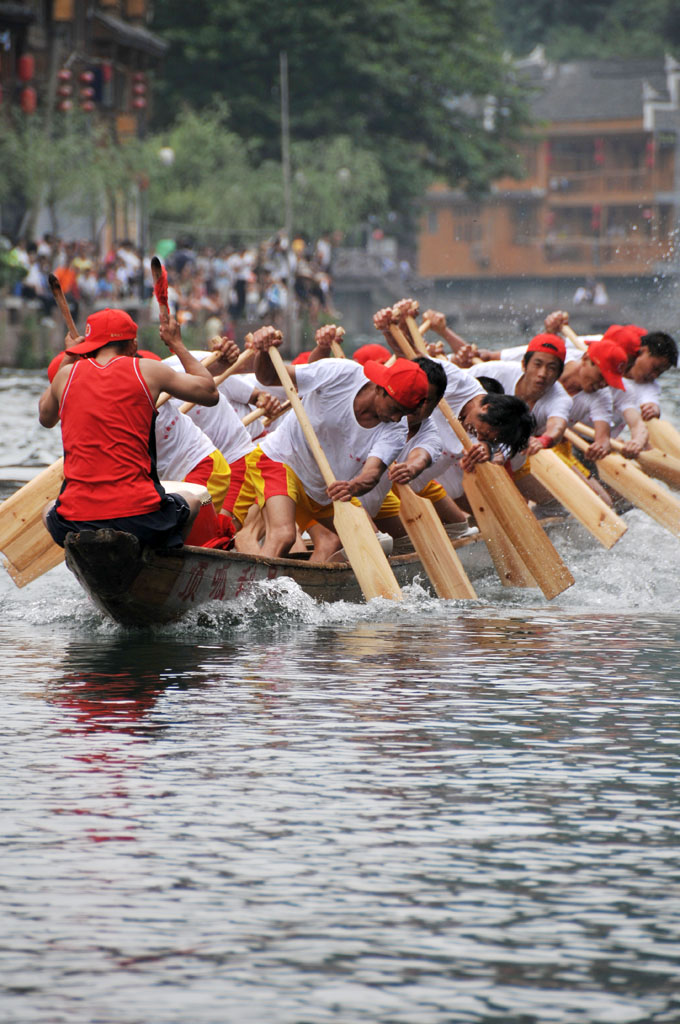
Remeros chinos en el río Tuo